# اتلبرو شمالی (ماساچوست)
اتلبرو شمالی(به انگلیسی: North Attleborough) شهرکی در شهرستان بریستول ایالت ماساچوست می‌باشد که در سال ۱۸۸۷ بنیان‌گذاری شده‌است. این شهرک در سرشماری سال ۲۰۱۰ میلادی، ۲۸٬۷۱۲ نفر جمعیت داشته‌است.